# 片渕重幸
片渕 重幸（かたぶち しげゆき）は、日本の建築家。埼玉県で活動し、現在はさいたま建築家懇話会（SIA）会長を務める。

## 略歴
- 1975年 日本大学理工学部建築学科卒業
- 1975年-1978年 片渕建築設計事務所入所
- 1978年-1986年 有限会社片渕建築設計事務所取締役
- 1986年-1996年 同代表取締役
- 1987年-2001年 一級建築士、二級建築士受験前講習会及び建築士指定講習会講師
- 1996年 株式会社に組織替え
- 1997年 埼玉県女性職業能力開発センターインテリア講師
- 2001年から 宅地建物取引主任指定講習会指定講師
- 2003年から 現在 ものつくり大学非常勤講師

## 資格
- 一級建築士
- 構造設計一級建築士
- 設備設計一級建築士
- 専攻建築士
- 建築積算士
- インテリアプランナー　他

## 所属団体
- 日本建築学会
- 日本建築家協会
- 埼玉建築設計監理協会
- 埼玉建築士会
- 埼玉県建築士事務所協会
- さいたま建築家懇話会（SIA）
- さいたま新都心ロータリークラブ

## 代表作品
- 小暮ビル - 関東甲信越建築士会ブロック会賞
- 埼玉県立川越高等学校 - 埼玉県県土整備部委託業務優秀賞
- 与野市立学校第2給食センター
- 加須市立南小学校 - 社団法人文教施設協会賞
- 大宮開成高等学校ウェルカムホール - ABC商会フロアーデザインコンテスト佳作